# Zvočni tlak
Zvočni tlak p pomeni spremembo motnje od okoliškega (povprečnega ali ravnotežnega) atmosferskega tlaka p0, ki ga povzroči zvočno valovanje. V zraku lahko zvočni tlak merimo z mikrofonom, v vodi pa s hidrofonom. Enota SI za zvočni tlak je paskal (Pa).

## Matematična definicija
Matematični zapis spremembe zvočnega tlaka v odvisnosti od kraja in časa dobimo iz valovne enačbe. Valovno enačbo zapišemo z parcialno diferencialno enačbo drugega reda, ki opisuje spremembo zvočnega tlaka v idealnem plinu s časom t in koordinato oz. koordinatami kraja, pomnoženo s kvadratom hitrosti zvoka.
Tridimenzionalna oblika valovne enačbe:
{\displaystyle {\frac {\partial ^{2}p}{\partial t^{2}}}={c^{2}}\nabla ^{2}p}
kjer je Laplaceov operator definiran kot: 
{\displaystyle \nabla ^{2}={\frac {\partial ^{2}}{\partial x^{2}}}+{\frac {\partial ^{2}}{\partial y^{2}}}+{\frac {\partial ^{2}}{\partial z^{2}}}}
Enodimenzionalna oblika valovne enačbe ima obliko:
{\displaystyle {\frac {\partial ^{2}p}{\partial t^{2}}}={c^{2}}{\frac {\partial ^{2}p}{\partial x^{2}}}}
kjer je:
- C- hitrost zvoka

Splošna rešitev enodimenzionalne oblike valovne enačbe zvočnega tlaka v zraku je:
{\displaystyle P(x,t)=f_{\text{1}}(x-c\cdot t)+f_{\text{2}}(x+c\cdot t)}
kjer sta, f1 in f2 poljubni funkciji v obliki sinusa, kosinusa, eksponencialne, logaritemske ali kake druge funkcije.
Za zvočni tlak velja, da se le-ta v primeru sferičnega valovanja, z večanjem oddaljenosti od zvočnega vira zmanjšuje s koeficientom 1/r . To je inverzni proporcionalni zakon za zvočni tlak. 
{\displaystyle p(r)\propto {\frac {1}{r}}}
Velja tudi, da  če zvočni tlak p1 zmerimo, na razdalji r1 od centra sfere, potem lahko zvočni tlak p2 na razdalji r2 od centra sfere izračunamo z enačbo.
{\displaystyle p_{2}={\frac {r_{1}}{r_{2}}}\,p_{1}.}

## Raven zvočnega tlaka
Prag slišnosti je pri 2·10-5 Pa ter prag bolečine pri 20 Pa. Ker je to veliko območje je za namen preglednejšega zapisa zvočnih veličin vpeljana raven zvočnega tlaka (L), in sicer kot logaritemsko merilo za zvočni tlak. Logaritem sam po sebi nima dimenzije, zato so ravni zvočnega tlaka dodelili enoto Bel (B), oziroma zaradi lažjega zapisa decibel (dB).
Raven zvočnega tlaka je matematično definirana kot:
{\displaystyle L_{p}=10\log _{10}{\frac {p^{2}}{p_{0}^{2}}}~=20\log _{10}{\frac {p}{p_{0}}}=20\log _{10}p+94~{\text{dB}}}
kjer je:
- p - efektivna vrednost zvočnega tlaka (root mean square)
- p0 - referenčna vrednost zvočnega tlaka, ki je 2·10-5 Pa

V tuji literaturi je raven zvočnega tlaka lahko zapisana tudi kot Lp/(20 μPa) ali Lp (re 20 μPa) ali z enotami zapisanimi na naslednji način dB SPL, dB(SPL), dBSPL ali dBSPL.
Pri navajanju meritev ravni zvočnega tlaka se razdalja merilnega mikrofona od vira hrupa pogosto izpusti, zaradi česar so podatki neuporabni, saj za zvočni tlak velja inverzni proporcionalni zakon. Pri meritvah hrupa ozadja ali celotne obremenitve okolja s hrupom razdalj ni treba navajati, saj pri merjenju ni prisoten noben posamezen vir hupa. Pri meritvah ravni zvočnega tlaka strojev pa je treba razdaljo vedno navesti. Pogosto uporabljena standardna razdalja je en meter (1 m) od vira hrupa. Zaradi učinkov odbitega hrupa v zaprtem prostoru je treba meritve izvesti v gluhi sobi, ki omogoča izvedbo meritev kot bi bile izvedene v prostem zvočnem polju.
V skladu z inverznim proporcionalni zakon, velja, da, ko izmerimo raven zvočnega tlaka Lp1 na razdalji r1, je raven zvočnega tlaka Lp2  na razdalji r2 določena z enačbo
{\displaystyle L_{p_{2}}=L_{p_{1}}+20\log _{10}\left({\frac {r_{1}}{r_{2}}}\right)~{\text{dB}}}
Več virov hrupa
Formula za seštevanje ravni zvočnega tlaka v primeru več virov hrupa je:
{\displaystyle L_{\Sigma }=10\log _{10}\left({\frac {p_{1}^{2}+p_{2}^{2}+\dots +p_{n}^{2}}{p_{0}^{2}}}\right)=10\log _{10}\left[\left({\frac {p_{1}}{p_{0}}}\right)^{2}+\left({\frac {p_{2}}{p_{0}}}\right)^{2}+\dots +\left({\frac {p_{n}}{p_{0}}}\right)^{2}\right]~{\text{dB}}.}
ko v zgornjo enačbo vstavimo
{\displaystyle \left({\frac {p_{i}}{p_{0}}}\right)^{2}=10^{\frac {L_{i}}{10~{\text{dB}}}},\quad i=1,2,\ldots ,n}
dobimo
{\displaystyle L_{\Sigma }=10\log _{10}\left(10^{\frac {L_{1}}{10~{\text{dB}}}}+10^{\frac {L_{2}}{10~{\text{dB}}}}+\dots +10^{\frac {L_{n}}{10~{\text{dB}}}}\right)~{\text{dB}}.}